# Julien Courbet
Pour les articles homonymes, voir Courbet.
Pour l’article ayant un titre homophone, voir Julien Courbey.
Frédéric René Courbet, connu sous le nom de Julien Courbet, né le 7 février 1965 à Caudéran en Gironde, est un animateur de radio, humoriste et animateur-producteur de télévision français.
Débutant à la télévision sur FR3 Aquitaine dans les années 1980 puis au début des années 1990 sur France 2 aux côtés de Jacques Martin dans Ainsi font, font, font, il fut l'animateur-vedette de l'émission Sans aucun doute sur TF1 de 1994 à 2008. Entre 2014 et 2018, il collabore à diverses émissions sur la chaîne C8, annonçant le 28 mai 2018 qu'il quittait le groupe Canal +.
À la radio, sur RTL, il anime l'émission Ça peut vous arriver depuis 2001.
Depuis 2018, il collabore avec M6 où il anime le magazine Capital depuis le 16 septembre 2018. À partir de novembre 2020, il présente en simultané avec RTL l'émission Ça peut vous arriver.

## Biographie

### Famille et formation
Frédéric René Courbet — qui changera plus tard officiellement son nom en Julien Courbet — naît à Caudéran en Gironde. Il n'a aucun lien de parenté avec le peintre Gustave Courbet.
Il fait ses études au lycée Montesquieu de Bordeaux, puis à l'IUT Techniques de commercialisation intégré à l'Université Bordeaux IV.

### Carrière

#### 1986-1994: débuts
De 1986 à 1991, Frédéric Courbet anime sur la chaîne de télévision FR3 Aquitaine un hit-parade intitulé Aquitaine 2001.
En 1985, il débute à la radio à Bordeaux (Radio Angora, puis NRJ 103.2, devenue Fun Radio, Wit FM). C'est lors de son passage à NRJ qu'il choisit le pseudonyme de Julien Courbet, car un autre Frédéric travaillait déjà dans cette station, où les animateurs étaient désignés uniquement par leurs prénoms.
Il fait ensuite son arrivée à Paris. En 1992, il participe à l'émission satirique dominicale Ainsi font, font, font de Jacques Martin sur France 2, dans des sketches et parodies dans lesquels apparaissent également Jacques Ramade, Virginie Lemoine et Laurent Gerra, notamment.
À la radio, il officie sur NRJ (émission Que fait la Police ? dans la tranche matinale 9 h-13 h), puis sur Sud Radio où il rencontre Hervé Pouchol (qui deviendra quelques années plus tard son médiateur pour l'émission télévisée la guerre des voisins sur TF1), puis sur NRJ de 1992 à 1994 avec notamment l'émission N'importe quoi.

#### 1993-2008: TF1, presse magazine, RMC et RTL
Julien Courbet devient rapidement le poulain du producteur Gérard Louvin qui le fait venir sur TF1 en 1993. Après avoir été chroniqueur dans Sacrée Soirée, il se voit confier la présentation d'émissions produites par Gérard Louvin, à commencer par Sans aucun doute.
De 1994 à 2008, il officie sur l'antenne de la chaîne privée où il anime de nombreux divertissements (Code de la route, etc.) et des magazines, ou en produit d'autres (Le Grand Frère, Le Détective, etc.). Il devient peu à peu le spécialiste des arnaques, avec notamment Les Sept péchés capitaux mais surtout Sans aucun doute avec laquelle il réalise de très bons scores d'audience. Dans la même veine, il lance en 2004 le magazine Stop arnaques (Consopresse) qu'il cèdera en 2009 à Lafont presse.
Parallèlement, il poursuit sa carrière d'animateur radio : de 1994 à 1998, il est sur RMC où il présente Les Bonimenteurs. En 1998, il rejoint RTL où il anime tout d'abord des jeux : Les aventuriers de la onzième heure et 6e Sens. Puis, en janvier 2001, il lance Ça peut vous arriver, chaque matin, de 9 h 30 à 11 h, une autre de ses émissions ayant pour but la défense des consommateurs et qui reste l'émission la plus écoutée en France à cette heure-là, avec à ses côtés à l'antenne la présence de Me Nathalie Fellonneau, Me Sylvie Noachovitch, Me Blanche de Granvilliers, mais aussi Bernard Sabbah et Hervé Pouchol, journalistes médiateurs en studio et en duplex. La rédaction en chef est assurée par Stanislas Vignon.

#### 2005-2007: société de production, actionnaire d'une discothèque, site internet
En 2005, il fonde sa nouvelle société de production, « La Concepteria », après avoir vendu la précédente, Quai Sud Télévisions, à TF1, propriétaire entre autres des émissions Sans aucun doute et Confessions intimes. Il a également été actionnaire du « Méga Macumba », gigantesque discothèque (démolie en 2012 /2013) de la banlieue bordelaise (il a revendu ses parts depuis).
Le 15 mars 2007, il lance un site internet à destination des consommateurs, intitulé Stop-arnaques qui offre des articles traitant de matières légales et expliquant droits, devoirs et solutions aux problèmes que peuvent rencontrer les citoyens.

#### 2008-2013:France 2
En septembre 2008, il rejoint France Télévision pour présenter sur France 2 jusqu'en février 2009 l'émission quotidienne Service Maximum en access prime time, en remplacement de On n'a pas tout dit de Laurent Ruquier.
Son départ de TF1 est motivé par le fait que la chaîne a refusé de le laisser animer une émission quotidienne en avant-soirée, alors que France 2, qui cherchait quelqu'un pour remplacer Laurent Ruquier, accepta son concept après son entretien avec Patrick de Carolis. Cependant, malgré son départ pour la chaîne publique, il continue à produire pour TF1 l'émission Le Grand Frère.
Avec La Concepteria, il produit en 2008 Je suis timide mais j'me soigne pour Direct 8.
Son arrivée sur France 2 n'est cependant pas appréciée par tout le monde, notamment par la ministre de la Culture et par Nicolas Sarkozy (il dit, à propos de Patrick de Carolis et Laurent Duhamel : « Ils ont engagé Courbet. Pas le peintre, hein, l'animateur »), d'autant plus que sa nouvelle émission ne réalise pas les audiences escomptées. Le 6 février 2009, son émission s'arrête, mais il reste sur France Télévisions.

#### 2009-2012: RTL,France 3, Equidia,France 2et TF1
Après le cuisant échec de Service Maximum, Julien Courbet continue à animer son émission de défense des consommateurs sur RTL, mais souhaite se tourner à la télévision vers les jeux et les divertissements.
Le 16 mai 2009, il commente avec Cyril Hanouna sur France 3 le 54e Concours Eurovision de la chanson, en direct de Moscou, gagné par Alexander Rybak pour la Norvège et au cours duquel Patricia Kaas se classe 8e pour la France. Le 3 juin 2009, il présente Le Grand défi des animateurs.
Pendant l'été 2009, il anime le jeu Le 4e duel, du lundi au vendredi à 19 h. À partir du 31 août 2009 au 1er juillet 2011, il présente le jeu En toutes lettres à 18 h 10 puis à 17 h 30, accompagné de Pierre Bellemare.
Depuis le 24 septembre 2009, il présente l'émission hippique Mise en selle sur Equidia,.
Le 5 décembre 2009, il anime sur France 2 et France 3 l'émission Soyons sport ! en direct d'Annecy pour le Téléthon, avec Amel Bent, Sébastien Folin, Marine Vignes, le Collectif Métissé et Sophie Davant.
À l'été 2010, il présente une nouvelle saison du jeu Le 4e duel, cette fois diffusé le week-end à 19 h.
En parallèle, il continue à produire des émissions en particulier pour TF1 : Tous ensemble à partir de 2009, une émission de Marc-Emmanuel (un chroniqueur de son ancienne émission Service Maximum), Abus de confiance à partir de juillet 2010 avec Jean-Jacques Bourdin et Voisins, vont-ils se mettre d’accord dès le 5 octobre 2010.
À la rentrée 2010, il continue d'animer En toutes lettres mais dorénavant à 17 h 30 et Le 4e duel le samedi à 18 h. Le 17 décembre 2010, il présente un nouveau numéro du Grand défi des animateurs.
Fin juin 2011, il présente avec Samira Ibrahim l'émission Code de la route : À vous de jouer. Du 5 septembre 2011 au 29 mars 2013, il présente Seriez-vous un bon expert ? à 17 h 5 sur France 2.
Le 15 mai 2012, il présente La grande révision, sur France 2. Du 16 juin au 8 septembre 2012, il recommence à présenter Le 4e duel sur France 2, le samedi et le dimanche à 19 h.

#### 2013-2014: TMC
Le 1er mars 2013, Julien Courbet annonce sur Twitter que son jeu Seriez-vous un bon expert ? sur France 2 ne sera pas reconduit en avril 2013. Le 7 mars, il est licencié par la chaîne par courriel, pour avoir écrit sur son compte Twitter « des propos inacceptables » concernant l'arrêt de son émission.
En mai de la même année, il annonce son arrivée sur TMC pour animer un talk-show en access prime-time. En juin, il précise que cette nouvelle émission sera une version quotidienne de Sans aucun doute et sera diffusée entre 18 h et 20 h et une fois par mois en première partie de soirée. Elle sera rebaptisée Courbet Sans aucun doute.
Le 23 avril 2014, Jean-Marc Morandini annonce sur son blog l'arrêt des émissions de Julien Courbet sur TMC (quotidiennes et primes).

#### 2014-2018: D8/C8

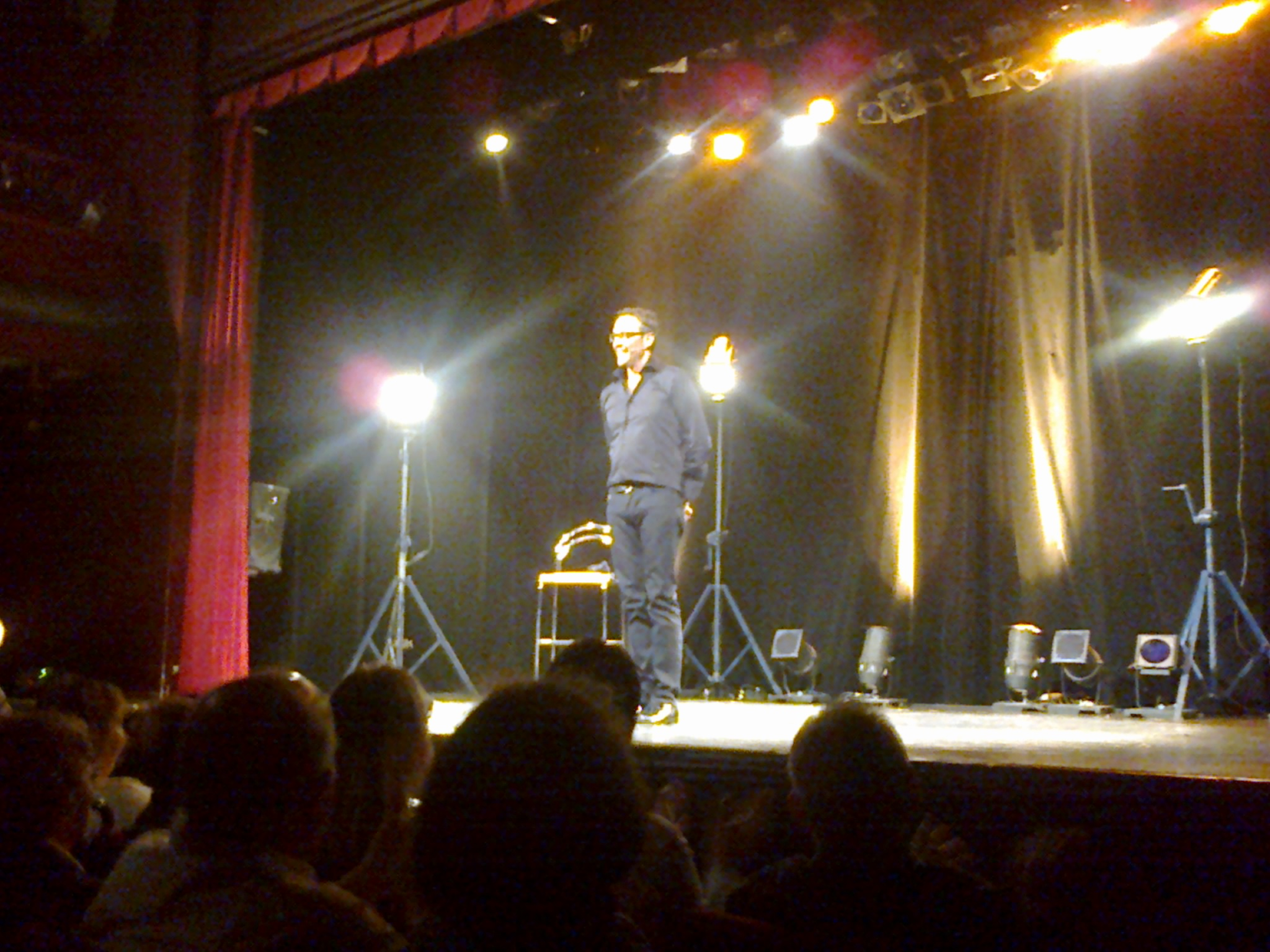
Julien Courbet en spectacle au théâtre Trévise en octobre 2014.

À la rentrée 2014, Julien Courbet présente sur D8 Le Maillon faible et À prendre ou à laisser. Il est également chroniqueur dans Touche pas à mon poste ! qu'il présente le vendredi en remplacement de Cyril Hanouna.
Du 25 février au 16 mai 2015, il présente Le Grand Match, un jeu télévisé produit par Cyril Hanouna et diffusé en première partie de soirée, avant d'être remplacé par Valérie Benaïm.
Le 17 juillet 2015, D8 retransmet en direct son spectacle depuis le camping de Puget-sur-Argens.
Le 11 septembre 2015, il anime Les Rois du barbecue, un concours de barbecue (adapté du format américain) en première partie de soirée.
Le 10 mai 2016, il lance une nouvelle émission qui s'intitule Faut pas abuser, qui est une réédition de son ancienne émission Sans aucun doute. En octobre 2016, il lance sur C8 (nouveau nom de D8), une nouvelle émission co-animée avec Caroline Ithurbide qui s'intitule Les 7 péchés capitaux qui met en scène les 7 péchés capitaux de la Bible avec des célébrités.
En avril 2017, il lance une nouvelle émission qui s'intitule Abus de confiance qui met en scène l'histoire et le déroulement de différentes arnaques dans le monde. Le même mois, des rumeurs relayées dans l'émission Touche pas à mon poste ! affirment qu'il quitterait C8 après une proposition de M6. Il dément ces rumeurs.
En juillet 2017, il anime une nouvelle émission consacrée à la télé, dans la même veine que Touche pas à mon poste ! intitulée La Télé même l'été ! ainsi que La Télé même l'été ! Le jeu !.
Du 11 septembre 2017 au 14 juin 2018 à 17 h 50, il anime avant Touche pas à mon poste ! l'émission C'est que de la télé ! consacrée aux médias, entouré par des chroniqueurs. Elle remplace TPMP, le jeu : C'est que de l'amour, un jeu de dating animé successivement du 5 au 7 septembre par Cyril Hanouna, Jean-Michel Maire et Benjamin Castaldi, arrêté après une baisse significative des audiences.

#### Depuis 2018: M6
Le 28 mai 2018, dans le 18-20 de Marc-Olivier Fogiel, sur RTL, Julien Courbet confirme son départ du groupe Canal + pour M6.
À partir du 16 septembre 2018, il rejoint la chaîne M6 à la présentation de l'émission Capital où il succède à Bastien Cadéac, lors de sa première présentation de cette émission économique qui a fédéré 3,21 millions de téléspectateurs. La part de marché s'élève à 15,6 % sur les individus de 4 ans et plus et à 25,8 % sur les ménagères de moins de 50 ans. Il s'agit par ailleurs du meilleur lancement de saison depuis 10 ans pour le magazine et de son plus gros démarrage historique en FRDA-50.
Dès le 17 octobre 2019, il produit et présente, avec Stéphane Plaza, La meilleure offre sur M6, qui vient en aide aux propriétaires devant vendre urgemment leurs biens et connait un petit succès d'audience.
À partir du 14 janvier 2020, il présente Qui veut être mon associé ? sur M6, Des porteurs de projets viennent présenter leur entreprise devant un jury de cinq investisseurs jusqu'à 1,5 million de téléspectateurs en moyenne.
Depuis le 2 novembre 2020, Ça peut vous arriver est retransmise en direct sur M6 entre 10 h 10 et 11 h 30 toujours avec Julien Courbet. L'émission continue d'être diffusée de 9 h 30 à 11 h 30, sur RTL, après quoi, la diffusion sur RTL s'arrête, mais continue sur M6, avec une version télévisée de l'émission, en direct, entre 11 h 30 et 12 h 30, produite par C. Productions.
À partir du 7 juin 2021, il coprésente, avec Nathalie Renoux, Appel à témoins, une émission consacrée aux affaires criminelles non élucidées, diffusée sur M6. La même année, il endosse le costume de Monsieur Loyal au Festival international du cirque de Grenoble, en succédant à Jean-Pierre Foucault. Depuis 2024, il coprésente Appel à témoins avec Laurie Desorgher à la suite du départ de Nathalie Renoux[réf. souhaitée].

### Vie privée

#### Généralités
Julien Courbet se marie le 13 juillet 1998 avec Catherine Fellonneau. Le couple a deux enfants : Lola née le 20 avril 2000 et Gabin, né le 10 décembre 2001. Le frère de Catherine est Jacques Fellonneau (1956-2000), marié à l'avocate Nathalie Fellonneau.
Grand supporter des Girondins de Bordeaux, il a été au début des années 1990 le speaker du Parc Lescure.

#### Équitation
Bon cavalier[non neutre], Julien Courbet concourt sous son nom de scène, notamment avec les chevaux Quercy du Touney, Fivaro de Montiège, Mathis du Cerisier et Savoir Faire,,. Il s'entraine à l’Écurie du Cerisier bleu (une écurie de propriétaires) à Cailly-sur-Eure, dans l’Eure, et est propriétaire d'un selle français. Dans son émission de quotidienne sur RTL et M6 en décembre 2023 il déclare avoir arrêté la compétition et dit et réclame le droit de chaque propriétaire de chevaux le droit de choisir la fin de vie de leurs chevaux.
Le 3 avril 2013, il présente avec France Pierron la 64e cérémonie de remises des Cravaches d'Or sur la chaine L'Équipe 21.

## Bilan médiatique
(février 2025).

### Parcours à la radio
- 1991-1992 : collaborateur de Sud Radio pour l'émission Gagajuju[53]
- 1992-1993 : collaborateur de NRJ pour l'émission Que fait la police ?[54]
- 1993-1994 : collaborateur de NRJ pour l'émission N'importe quoi
- 1994-1996 : animateur sur RMC de l'émission Julien et les bonimenteurs
- 1996-1998 : animateur sur RMC de l'émission Radio Monte-Courbet
- 1998-1999 : animateur sur RTL de l'émission Les Aventuriers de la onzième heure
- 1999-2000 : animateur sur RTL de l'émission Le Sixième sens
- Depuis la saison 2000-2001 : animateur sur RTL de l'émission Recherche en cours puis Ça peut vous arriver depuis janvier 2001
- 2022 : RTL Foot sur RTL, avec Yoann Riou et Carine Galli

### Télévision
À partir de la biographie de Julien Courbet rédigée plus haut, on peut extraire les listes des émissions de télévision auxquelles il a participé.

#### FR3 Aquitaine(1986-1991)
- Aquitaine 2001 : animateur
- Génération sensations: animateur

#### Antenne 2/France 2(1991-1993)
- Ainsi font font font : participant, chroniqueur

#### TF1(1993-2008)
- Sacrée Soirée (1993) : chroniqueur
- Pourquoi pas vous ? (1994)
- Vacances à Saint-Tropez (1994)
- Sans aucun doute (1994-2008) : présentateur
- Si on chantait (1995-1996)
- Parlez-moi d'amour (1995)
- Les années pub (1996)
- Les enfants de la guerre (1996)
- Quel cirque ! (1997)
- Parlez-moi d'amour (1997)
- Intervilles, coanimation avec Jean-Pierre Foucault, Delphine Anaïs, Laurent Mariotte et Robert Wurtz (1998)
- Les 7 péchés capitaux (1999-2006)
- Succès (1999)[55]
- Ça peut vous arriver ! (2001-2002)
- Le Coach (2002)
- Les Mariés de l'An 1(2002)
- Le champion de la télé (2003)
- La Grande soirée du sommeil (2005)
- Les 30 arnaques de stars les plus incroyables (2006)
- La Grande Soirée anti-arnaque (2006-2007)
- Les voisins vont-ils se mettre d'accord ? (2006)
- Les maîtres de l'imposture, coprésenté avec Églantine Éméyé (2007)
- Les 40 arnaques les plus incroyables (2007)
- Le détective avec Elliot Batit (2008)
- Code de la route, repassez le en direct (23 mai 2008)
- Les Rois du Système D (2008).

#### France Télévisions(2008-2013)
- Service Maximum (2008-2009) : animateur (France 2)
- Le Téléthon (décembre 2008, 2009 et 2010) : coanimateur (France 2 et France 3)
- En attendant l'Eurovision, animateur avec Cyril Hanouna (France 3)
- Concours Eurovision de la chanson 2009, commentateur avec Cyril Hanouna (France 3)
- Le grand défi des animateurs (2009-2010), coanimateur avec Églantine Éméyé (France 2)
- Le 4e duel (2009-2012, France 2)
- En toutes lettres (2009-2011) : animateur avec Pierre Bellemare comme juge-arbitre (France 2)
- Une star peut en bluffer une autre (2010, France 2)
- Votre plus belle soirée (2011, France 2)
- Code de la route : à vous de jouer ! (2011, France 2)
- Seriez-vous un bon expert ? (2011-2013, France 2)
- La grande révision (2012, France 2)
- Oh… les filles ! (2013, France 2).

#### TMC(2013-2014)
- De septembre 2013 à mai 2014 : Courbet sans aucun doute.

#### D8 /C8(2014-2018)
- Le Maillon faible[56] (2014-2015)
- À prendre ou à laisser[56] (2014-2015)
- Touche pas à mon poste ![56] (2014-2018) : chroniqueur et présentateur « joker »
- Le Grand Match (2015)
- Les Rois du barbecue[57] (le 11 septembre 2015).
- Faut pas abuser (2016-2017)
- Still Standing : Qui passera à la trappe ? (été 2016)
- Les Sept Péchés capitaux (2016-2017)
- Abus de confiance (2017)
- La Télé même l'été ! et La Télé même l'été ! Le jeu ! (été 2017)
- C'est que de la télé ! (septembre 2017 - juin 2018)
- Héritage de Johnny : la guerre des clans (mars 2018)
- Nordahl Lelandais, dans la tête du prédateur (juin 2018).

#### M6(depuis 2018)
- Capital (depuis le 16 septembre 2018)
- La meilleure offre (2019) avec Stéphane Plaza
- Qui veut être mon associé ? (2020)
- Ça peut vous arriver (depuis le 2 novembre 2020) en simultané sur RTL
- Appel à témoins, coprésenté avec Nathalie Renoux (2021-2022) puis Florence de Soultrait puis Laurie Desorgher (depuis 2023)
- Arnaques ! (depuis 2021)
- Soirée spéciale Ukraine coprésentée avec Ophélie Meunier et Bernard de La Villardière (13 mars 2022)
- On n'est pas d'accord ! (depuis 2024)
- Capital épargne (depuis 2025)[58]
- À quel prix ? (depuis 2025)
- J'en connais un rayon (à partir du 26 juin 2025)

#### Equidia
- Mise en selle (2009-2017)
- Une saison avec Julien (2009-2017).

#### Syfy Universal
- La Battle de l'univers (2010).

#### 13ème Rue Universal
- Seriez-vous un super flic ? (2011).

### Producteur
- Confessions intimes, (2001-2004) sur TF1.
- Le Champion de la télé, (2003) sur TF1.
- Voisins : vont-ils se mettre d'accord ?, en 2006 avec Hervé Pouchol sur TF1.
- Le Grand Frère, de 2006 à 2012 avec Pascal Soetens sur TF1.
- Fallait pas décrocher présentée par Maurad sur M6.
- Le Monde à l'envers présentée par Jean-Pierre Pernaut et Églantine Éméyé (2007-2008) sur TF1.
- Au cœur du couple avec Esther, coach de vie (2008) sur TF1.
- Tous ensemble (2009-2015), présentée par Marc-Emmanuel Dufour sur TF1.
- Abus de confiance (2010) présenté par Jean-Jacques Bourdin sur TF1.
- Voisins : vont-ils se mettre d’accord ? depuis 2010, avec Henri Leconte sur TF1.
- Le Resto, l'espoir d'une nouvelle vie depuis 2011 sur TF1.
- Le Jour où tout a basculé (scripted reality, présentée par Maître Nathalie Fellonneau sur France 2 (2011-2014), rediffusion sur Chérie 25.
- En toutes lettres sur France 2 (2009-2011).
- Seriez-vous un bon expert ? sur France 2 (2011-2013).
- L'Hebdo Maison+ (2012-2013) sur Maison+.
- SOS : ma famille a besoin d'aide (2014-2017) sur NRJ 12.
- Julien Courbet fait son show au camping (2015) sur D8.
- Les Rois du barbecue (2015) sur D8.
- Faut pas abuser (2016-2017) sur D8/C8.
- La meilleure offre (2019) sur M6.
- 3 chiens héros (2020) sur C8.
- Arnaques ! (depuis 2021) sur M6.

## Bilan artistique

### Publications
- Julien Courbet, Ôtez-moi d'un doute, Éditions no 1, 1998  (ISBN 978-2-8639-1859-3)
- Julien Courbet, Stop aux arnaques - Le Guide, Michel Lafon, 2004  (ISBN 978-2-7499-0097-1)
- Julien Courbet, Stop aux arnaques - Le Guide spécial logement, Michel Lafon, 2004  (ISBN 978-2-7499-0186-2)
- Julien Courbet, Stop aux arnaques - Le Guide spécial patrimoine, Michel Lafon, 2005  (ISBN 978-2-7499-0361-3)
- Julien Courbet, Stop aux arnaques - Le Guide spécial vacances, Michel Lafon, 2006  (ISBN 978-2-7499-02593-)
- Julien Courbet, Stop aux arnaques - Le Guide spécial santé, Michel Lafon, 2007  (ISBN 978-2-7499-0626-3)
- Hervé Pouchol, Le Guide du bon voisinage à la ville et à la campagne, préface de Julien Courbet, Flammarion, 2007  (ISBN 978-2-08-120097-5)
- Alain Azar, Le Guide du consommer moins cher, préface de Julien Courbet, Solar, 2009  (ISBN 978-2-263-04864-7)
- Julien Courbet & Christopher, #FaitesDesGosses - Bande dessinée, Michel Lafon, 2021  (ISBN 978-2-7499-4583-5)

### Spectacles
- 2013 - 2014 : Julien Courbet se lâche, one-man show mis en scène par Rémy Caccia
- 2013 - 2016 : Julien Courbet fait son comic out, one-man show mis en scène par Rémy Caccia[59]
- 2016 : Julien Courbet persiste et signe !, one-man show mis en scène par Rémy Caccia
- Depuis 2017 : Jeune & joli, à 50 ans…

### Filmographie
- 1997 : Élisa, un roman photo (série, épisode 45 Paparazzo) : lui-même
- 2003 : Pour toi, public (DVD) : lui-même
- 2008 : Disco (film) : lui-même
- 2022 : Scènes de ménages (soirée 35 ans M6 : tous en scène !)

### Publicité
- Depuis 2011, Julien Courbet prête son image à la marque Art et Fenêtres[60],[61].